# Rouge de l'Ouest
La Rouge de l'Ouest est une race ovine française originaire du Maine-Anjou. Elle y a été créée à la suite de croisements entre des brebis locales et des béliers leicester et wensleydal venus d'Angleterre, en même temps que la bleu du Maine dont elle se distingue principalement par la coloration rouge-rosée de sa tête.
La rouge de l'Ouest est une brebis prolifique et bonne laitière. C'est une race d'herbage, qui produit des agneaux d'assez bonne qualité bouchère qui sont engraissés au pâturage. Le programme de sélection de la race cherche à améliorer encore les aptitudes bouchères de la race. Celle-ci est principalement située en France, et plus particulièrement dans les Pays de la Loire, la Bretagne et Poitou-Charentes.

## Origine
La rouge de l'Ouest est originaire du Maine et de l'Anjou, régions situées dans les départements du Maine-et-Loire, de la Mayenne et de la Sarthe. C'est ici que des moutons appartenant à une race locale ont été croisés avec des moutons de races leicester et wensleydale (Yorkshire du Nord), d'origine anglaise. Ces croisements ont conduit à l'apparition de deux races, la rouge de l'Ouest et la bleu du Maine, qui se sont séparées du fait des différences de couleur de peau existant entre ces deux brebis.
La race est stabilisée au début du XXe siècle et elle est officiellement reconnue en 1963. Son flock-book est créé en 1968, avant que la race ne soit associée avec la bleu du Maine dans l'Union de sélection et de promotion de la race (UPRA) des races ovines du Maine. On compte en 2006 environ 240 000 animaux rouge de l'Ouest.

## Description
La rouge de l'Ouest a des épaules larges, un dos long et droit et des gigots bien développés. Ses membres sont un peu courts, mais elle a de bons aplombs. La toison uniformément blanche recouvre l'ensemble du corps à l'exception des pattes en dessous du genou et du jarret, et la tête. Celle-ci est de couleur rougeâtre. Elle est large et dépourvue de cornes. Les orbites sont nettement saillantes.
C'est une race de grande taille qui mesure environ 65 cm au garrot. Les béliers pèsent entre 110 à 130 kg et les femelles environ 90 kg.
La brebis rouge de l'Ouest a un tempérament calme.

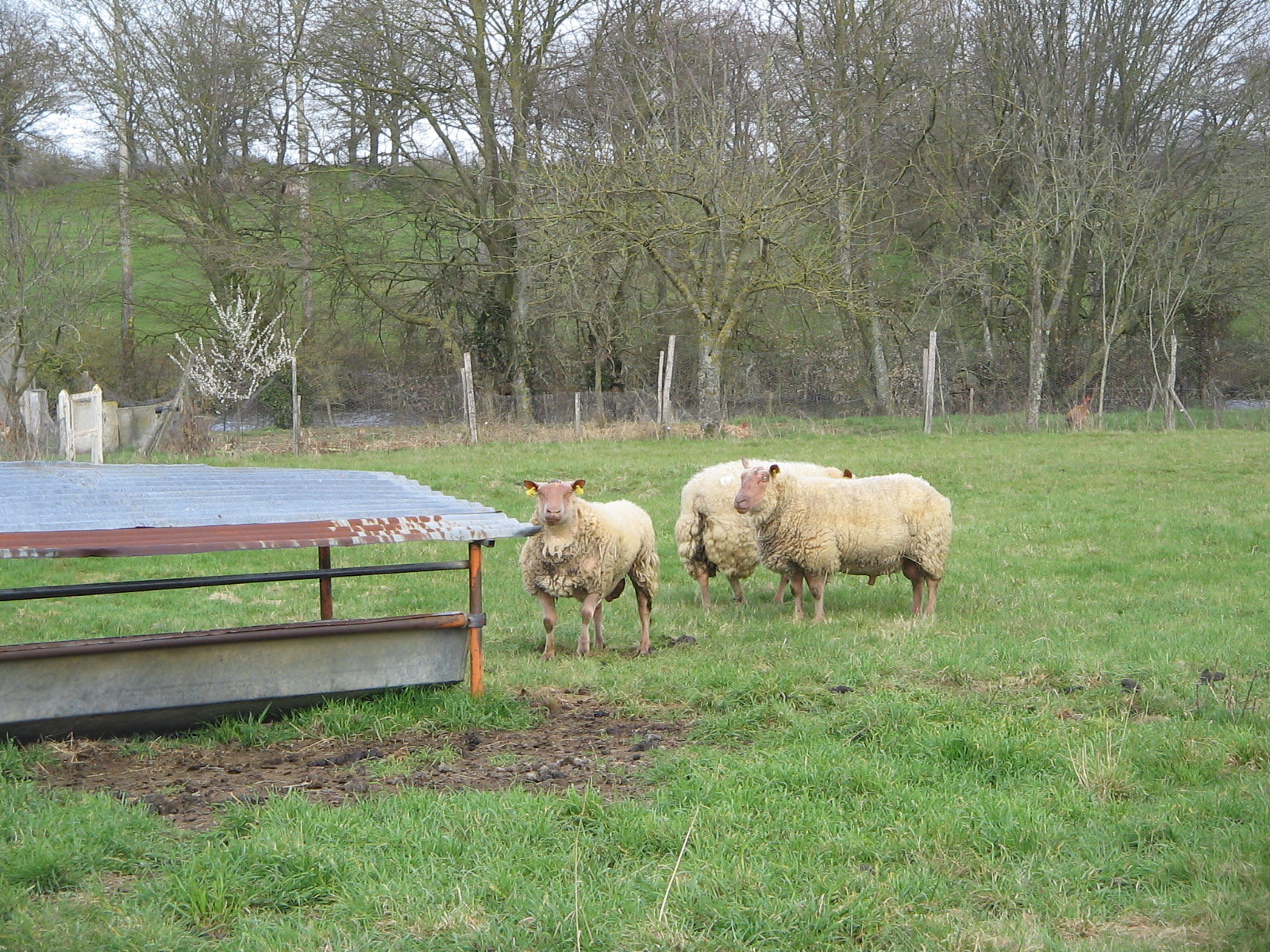
béliers rouge de l'ouest dans les Deux-Sèvres

## Aptitudes
La rouge de l'Ouest est une race très prolifique, avec en moyenne 1,85 agneau par portée. Elle arrive précocement à maturité sexuelle et a une saison sexuelle bien marquée. Les agnelages se déroulent généralement sans encombre, et les brebis assurent une bonne croissance des agneaux grâce à leur production laitière importante. Ainsi elles peuvent même allaiter trois agneaux sans rencontrer de difficultés majeures. Les agneaux produisent une viande de qualité, fine et peu grasse. La rouge de l'ouest peut être élevée indifféremment en plein air ou en bergerie. Les agneaux sont toutefois la plupart du temps engraissés au pâturage. Ces qualités bouchères font de ses béliers des animaux appréciés pour améliorer les produits de races rustiques ou laitières par des croisements. Ils sont actifs toutes l'année lorsqu'ils sont mis à la reproduction avec des brebis qui se désaisonnent naturellement.

## Sélection

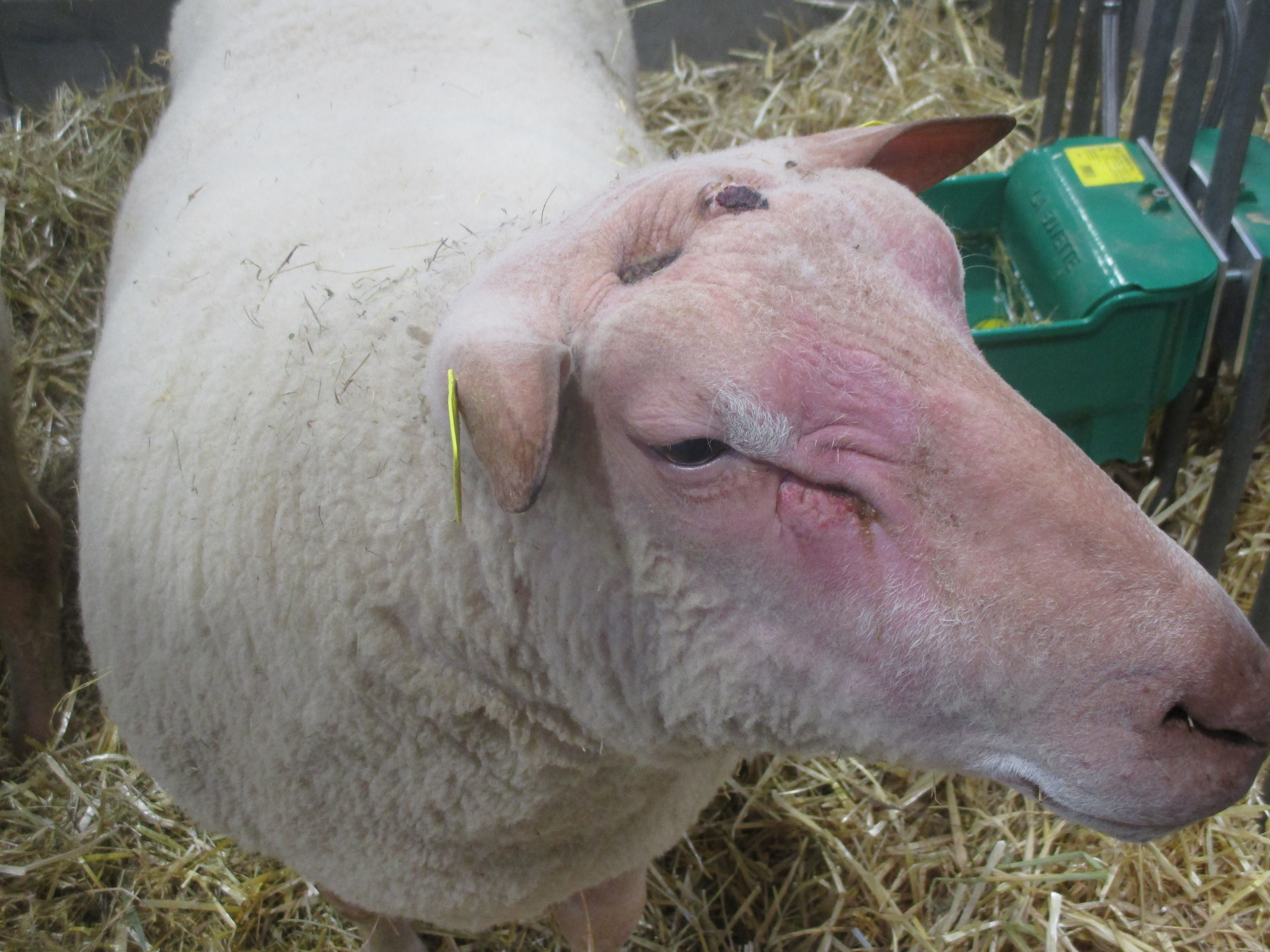
Tête de rouge de l'Ouest.

Une sélection rigoureuse est effectuée sur les aptitudes bouchères par l'Union de sélection et de promotion de la race (UPRA) des races ovines du Maine. Ainsi, 150 mâles sont sélectionnés chaque année pour être contrôlés en station d'évaluation, dans des conditions identiques qui permettent d'identifier ceux présentant les meilleurs valeurs génétiques. Les dix meilleurs d'entre eux font par la suite l'objet d'une évaluation sur descendance. Celle-ci consiste à contrôler les agneaux issus d'accouplements entre les béliers contrôlés et des brebis prises au hasard. Les agneaux mâles sont contrôlés sur leur performances bouchères afin de définir des béliers « Améliorateurs Boucherie » (AMBO) qui sont par la suite utilisés par insémination artificielle par les éleveurs en vue d'améliorer la conformation de la race.

## Diffusion
La Rouge de l’Ouest est majoritairement élevée en France, où on la rencontre principalement dans les Pays de la Loire, la Bretagne et Poitou-Charentes, mais également dans le Centre-Val de Loire, le Limousin et le Midi-Pyrénées. On trouve également des troupeaux de race pure en Belgique.